# 자크 1세 드 라마르슈 백작

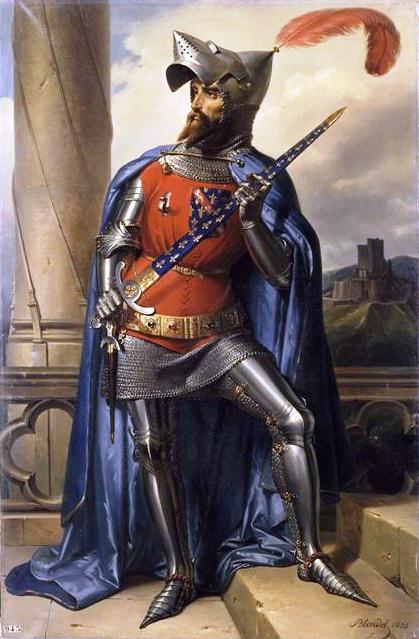
자크 1세

자크 1세 드 부르봉(Jacques Ier de Bourbon)은 라마르슈 백작과 퐁티외 백작을 겸했다.